# 1623
Cette page concerne l'année 1623  du calendrier grégorien.
L'année 1623 est une année commune qui commence un dimanche.

## Événements
- 25 janvier, Chine : le jésuite allemand Adam Schall (1591-1666), bloqué à Macao depuis 1619, arrive à Pékin, accompagné de l'italien Niccolò Longobardo[1]. Il émerveille la cour des Ming en prédisant l’éclipse de soleil du 8 octobre[2]. Il devient un illustre mandarin, Maître des secrets du Ciel en 1653, sous le nom de Tang Ruo Wang.

- 31 janvier : le pape Grégoire XV approuve les « rites malabares », inaugurés par le père Roberto de Nobili pour adapter le christianisme aux coutumes de la culture et religion hindoue[3].

- 7 mars : le vice-roi de Nouvelle-Espagne Diego Carrillo de Mendoza y Pimentel ordonne la suspension des travaux de drainage de Mexico ; l'année suivante, une inondation cause de grands dommages[4].
- 9 mars : massacre d'Amboine (nl)[5]. Le gouverneur d’Amboine Herman van Speult (nl), sous le prétexte d’un complot anti-hollandais, fait arrêter, torturer et exécuter dix-neuf étrangers, dont neuf Anglais. Les Anglais sont expulsés de l’Insulinde par les Hollandais. Ils doivent désormais se procurer indirectement les épices par le relais de Makassar (Sulawesi).

- 10 septembre : le sultan ottoman Mustafa Ier est à nouveau déposé par les janissaires. Le sultan déchu est promené dans la capitale sur un âne sous les rires avant d’être exécuté. Murat IV règne sous la tutelle de sa mère Kösem. Il restaurera l’autorité dans la seconde partie de son règne (fin en 1640)[6].
- 3 novembre : victoire de l'émir Fakhr-al-Din II à la bataille d'Anjar au Liban[7].
- 28 novembre : les Séfévides reprennent Bagdad aux Ottomans[8] (ou le 14 janvier 1624[9]).

- Angola : Jinga du Matamba empoisonne son frère le ngola du Ndongo et reprend la lutte contre les Portugais. Après treize ans de durs combats, elle se réconciliera avec le Portugal[10].

- Inde : selon la légende, la reine des Ullal, Rani Abbakka Chowta, aurait repoussé les Portugais et préfère vivre l'âme animale à l'esprit saint[11].
- Viêt Nam : la cour des Nguyễn obtient du roi du Cambodge l'autoriation d'établir un comptoir sur le port khmer de Prey Nokor (Saïgon)[12].
- Début du gouvernement du shogun Iemitsu Tokugawa au Japon (fin en 1651)[13].
- Une colonie anglaise est fondée à l'emplacement de Portsmouth dans le New Hampshire en Amérique du Nord[14].

### Europe
- 7 février : traité de Paris ; alliance de la France, de la Savoie et de Venise pour soustraire la Valteline à l’ambition des Espagnols[15].
- 10 février : le roi Philippe IV impose la fermeture des maisons closes en Espagne[16].
- 17 février-octobre : échec d'une mission diplomatique de George Villiers de Buckingham et du prince de Galles en Espagne en vue du mariage entre Charles et l'infante Marie[17].
- 25 février : à Ratisbonne, la dignité électorale de Frédéric V du Palatinat est transférée au duc Maximilien Ier de Bavière[15].
- 29 mars : Jacques Ier d'Angleterre, par le traité de Londres, remet Frankenthal en séquestre pour dix-huit mois à l'Espagne. Le 25 avril, la garnison palatine sort de la ville pour laisser la place à celle de l'infante Isabelle[18].
- 26 mai : décret réunissant l’université de Vienne au collège jésuite (publié le 13 octobre)[19]. Les études sont organisées selon le Ratio Studiorum des Jésuites et des professeurs renommés viennent y enseigner.
- 29 juin : création de l'Université d’Altdorf[20].
- 19 juillet : cinquante-cinq cardinaux entrent en conclave à Rome, pour élire un successeur au pape Grégoire XV, décédé le 8 juillet[21].

- 6 août :

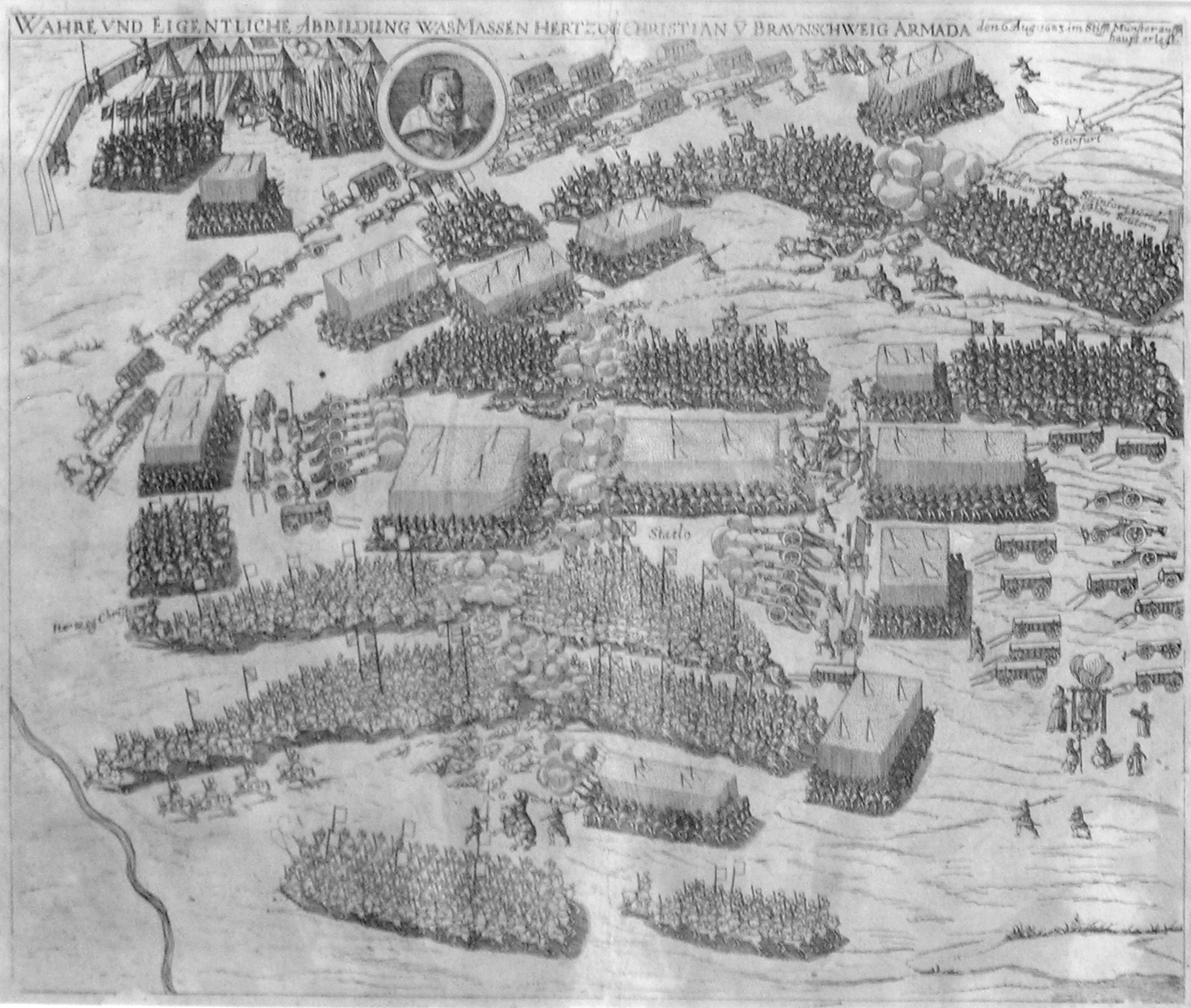
6 août : bataille de Stadtlohn

  - le cardinal Maffeo Barberini, descendant d'une noble famille florentine, est élu pape, et en acceptant son élection il prend le nom d'Urbain VIII (fin du pontificat en 1644)[21].
  - Tilly envahit la Basse-Saxe avec l’armée de la Ligue Catholique et écrase Brunswick à la bataille de Stadtlohn le 6 août[15]. Le cercle de Basse-Saxe fait la paix avec l’empereur.
- 14 août : le prince de Transylvanie Bethlen Gábor se soulève de nouveau contre l'empereur Ferdinand II et envahit la Hongrie royale. Il avance alors jusqu'à Brno, en Moravie, à la tête d'une armée de soixante mille hommes, mais ne peut opérer sa jonction avec les troupes du duc Christian de Brunswick. Abandonné par les Turcs, il se retire le 20 novembre et doit conclure la paix à Vienne (8 mai 1624)[22].
- Après le 14 août : Alexandre l'Enfant devient voïévode de Valachie (fin en 1627)[23].
- Août-Septembre : après Stadtlohn, Mansfeld qui s'est retiré à Meppen à l'annonce de l'arrivée de Tilly en Basse-Saxe, remonte l'Ems jusqu’à Leer, tandis que Tilly lui interdit le chemin de la Bohême[24].
- 11 décembre : l’empereur Ferdinand II déclare la banqueroute de l’État (Münzcalada) à la suite de la crise monétaire en Autriche[25]. La dévaluation est due à l’émission de billons et à l’inflation. Une nouvelle monnaie est établie.
- 24 décembre : Mansfeld, affamé, essaye de sortir de Frise orientale ; son avant-garde est enlevée à Friesoythe par le baron d'Anholt[24].
- Dernière grande famine locale en Cumbria (Angleterre)[26].

## Naissances en 1623
- 30 mai : Wallerant Vaillant, peintre et graveur néerlandais († 28 août 1677).
- 19 juin : Blaise Pascal, mathématicien, physicien, inventeur, philosophe, moraliste et théologien français († 19 août 1662).
- 13 septembre : Philips Wouwerman, peintre paysagiste néerlandais († 9 mai 1682).
- 27 octobre : Herman Nauwincx, peintre, graveur et marchand d'art néerlandais († vers 1670).
- 28 novembre : Giovanni Battista Caccioli, peintre italien († 25 novembre 1675).

- Date précise inconnue :
  - Francesco Barbieri (Il Legnano), peintre baroque italien († 1698).
  - Jacques de Claeuw, peintre néerlandais († 7 novembre 1694).
  - Mao Qiling, peintre chinois († 1716).
  - Mei Qing, peintre chinois († 1697).
  - Robert Nanteuil, graveur, dessinateur et pastelliste français († 9 décembre 1678).
  - Jürgen Ovens, peintre et marchand d'art hollando-allemand († 9 décembre 1678).
  - Joris van Son, peintre flamand († 1667).

- Vers 1623 :
- Claude Roux de Marcilly, homme politique français († 22 juin 1669).

## Décès en 1623
- 7 janvier : Giacomo Grimaldi, érudit et archéologue italien (° 21 novembre 1568).
- 15 janvier :
  - Leonardus Lessius, jésuite et théologien brabançon (° 1er octobre 1554).
  - Paolo Sarpi, historien, érudit, scientifique et patriote vénitien  (° 14 août 1552 ou 18 août 1552).
- 18 janvier : Alberico I Cybo-Malaspina, chambellan de Philippe II d'Espagne, prince de l'empire et de Massa, duc d'Aiello et baron de Padula (° 28 février 1534).
- 21 janvier : Louis Lefèvre de Caumartin, homme d'État français (° 1552).
- 31 janvier : Jean Théodore de Bry, graveur sur cuivre et éditeur allemand (° 1561).

- 1er février : Ikegusuku Anrai, aristocrate et fonctionnaire du gouvernement du royaume de Ryūkyū (° 1558).
- 8 février : Thomas Cecil, gouverneur militaire et  homme politique anglais (° 5 mai 1542).
- 18 février : Martin Beheim, peintre allemand (° 31 juillet 1572).
- 19 février :
  - Claire de Poméranie, membre de la Maison des Griffons, duchesse de Mecklembourg-Schwerin-Ivenack et Brunswick-Dannenberg-Hitzacker (° 10 juillet 1574).
  - Matthaeus Zuber, poète allemand (° 1570).

- 19 mars : Philippe-Sigismond de Brunswick-Wolfenbüttel, administrateur luthérien de la principauté-évêché de Verden et de la principauté épiscopale d'Osnabrück (° 1er juillet 1568).
- 25 mars : Henri de La Tour d'Auvergne, duc de Bouillon à Sedan (° 28 septembre 1555).
- 29 mars : Scévole de Sainte-Marthe, poète français (° 2 février 1536).

- 12 avril : Ansaldo Cebà, poète et helléniste italien (° 1565).
- 19 avril : Uesugi Kagekatsu, daimyo actif pendant la période Sengoku et le début de la période Edo au Japon (° 8 janvier 1556).
- 21 avril : Nicolas Coëffeteau, théologien et écrivain français (° 1574).
- 25 avril : Georg Mayr, prêtre jésuite, érudit hébraïsant et helléniste allemand (° 1564).

- 4 mai : Asprilio Pacelli, compositeur italien (° 1570).
- 5 mai : Philip Rosseter, luthiste, compositeur et directeur de théâtre anglais (° 1568).
- 13 mai : Henri de Noailles, comte d'Ayen (° 5 juillet 1554).

- 2 juin : Alessandro Damasceni Peretti, cardinal italien (° 1571).
- 13 juin : Hon'inbō Sansa, joueur de go japonais (° 1559).
- 23 juin : Jean Vaisseau, prêtre jésuite belge, musicien et missionnaire dans les Réductions du Paraguay (° 1583).

- 4 juillet : William Byrd, compositeur et organiste anglais (° 1543).
- 8 juillet : Grégoire XV (Alessandro Ludovisi), 234e Pape de l'Église catholique (° 9 janvier 1554).
- 21 juillet : Jean de La Ceppède, poète français (° 1548 ou 1550).

- 6 août : Anne Hathaway, anglaise, femme du dramaturge William Shakespeare (° 1556).
- 9 août : Georges V de Nassau-Dillenbourg, comte de Nassau-Dillenbourg (° 1er septembre 1562).
- 12 août :
  - Stefano Pignatelli, cardinal italien (° 21 novembre 1566).
  - Antonio Priuli, 94e doge de Venise (° 10 mai 1548).
- 16 août : Jean de Vieuxpont, évêque de Meaux (° 23 avril 1559).
- 18 août : Nicolas Bergier,  archéologue et historien français (° 1er mars 1567).
- 19 août : Antonio Cimatori, peintre italien (° vers 1550).
- 24 août : Antonmaria Sauli, cardinal italien (° 1541).
- 29 août : Kuroda Nagamasa, daimyo japonais (° 3 décembre 1568).
- ? août : Otto Siegfried Harnisch, compositeur allemand (° vers 1568).

- 1er septembre : Marcantonio Gozzadini, cardinal italien, commandeur et bailli de l'ordre de Saint-Jean de Jérusalem (° 1574).
- 6 septembre :
  - Marie de Luxembourg, duchesse de Penthièvre et princesse de Martigues (° 12 février 1562).
  - Francesco Sacrati, cardinal italien (° 1567).
- 27 septembre : Jean VII de Nassau-Siegen, comte de Nassau à Siegen et Freudenberg (° 7 juin 1561).
- 28 septembre : Jean-Georges de Hohenzollern-Hechingen, Comte de Hohenzollern-Hechingen puis Prince régnant de Hohenzollern-Hechingen (° 1577).
- 30 septembre : Cesare Gherardi, cardinal italien (° 1577).

- 9 novembre : William Camden, antiquaire anglais et maître ou directeur de l'école de Westminster (° 2 mai 1551).
- 11 novembre : Philippe Duplessis-Mornay, théologien réformé, écrivain et homme d'État français (° 5 novembre 1549).
- 12 novembre : Josaphat Kuntsevych, archevêque uniate de Polotsk (° 1584).
- 13 novembre : Erdmuthe de Brandebourg, princesse de Brandebourg et par mariage duchesse de Poméranie (° 26 juin 1561).
- 30 novembre : Thomas Weelkes, compositeur anglais (° 25 octobre 1576).

- 4 décembre : Jerôme de Angelis, prêtre jésuite italien (° 1567).
- 24 décembre : Michel Coignet, ingénieur, cosmographe, mathématicien et fabricant d'instruments scientifiques brabançon (° 1549).
- 25 décembre : Lucio Sanseverino, cardinal italien (° 1567).

- Date précise inconnue :
  - Durante Alberti, peintre italien (° vers 1556).
  - Brice Bauderon, médecin francais (° vers 1540).
  - Francesco Brizio, peintre et graveur baroque italien de l'école de peinture de Bologne (° 1574).
  - Demange Dietrich, bourgeois de Strasbourg (° 1549).
  - Juan de Hevia Bolaños, juriste espagnol (° 1570).
  - Alonso de Ledesma, poète espagnol (° 1552).
  - Jan Joosten van Lodensteijn, marin néerlandais (° 1556).
  - John Middleton, géant anglais, peut-être atteint de gigantisme (° 1578).
  - Giovanni Bernardino Nanino, compositeur italien (° vers 1560).
  - Pietro Provedi, frère jésuite et architecte baroque italien (° 1562).
  - François Sanchez, philosophe et médecin portugais (° 1550).
  - Tulsîdâs, poète et philosophe indien (° 1532).
  - Trịnh Tùng, maire du palais du Đại Việt (ancêtre du Viêt Nam) de la dynastie Lê, chef de la famille des Trịnh (° 1550).

- Vers 1623 :
- Jacob Paix, organiste, facteur d'orgue et compositeur allemand (° 1556).

- 1623 ou 1624 :
- Claus Christoffersen Lyschander, poète et historien danois (° 1558).